# Xyletobius durranti
Xyletobius durranti är en skalbaggsart som beskrevs av Perkins 1910. Xyletobius durranti ingår i släktet Xyletobius och familjen trägnagare. Inga underarter finns listade i Catalogue of Life.